# Samos (műhold)
SAMOS (angolul: Satellite and Missile Observation System) mesterséges hold- és rakétafelderítő rendszer, az amerikai légi haderő felderítő műholdja.

## Küldetés

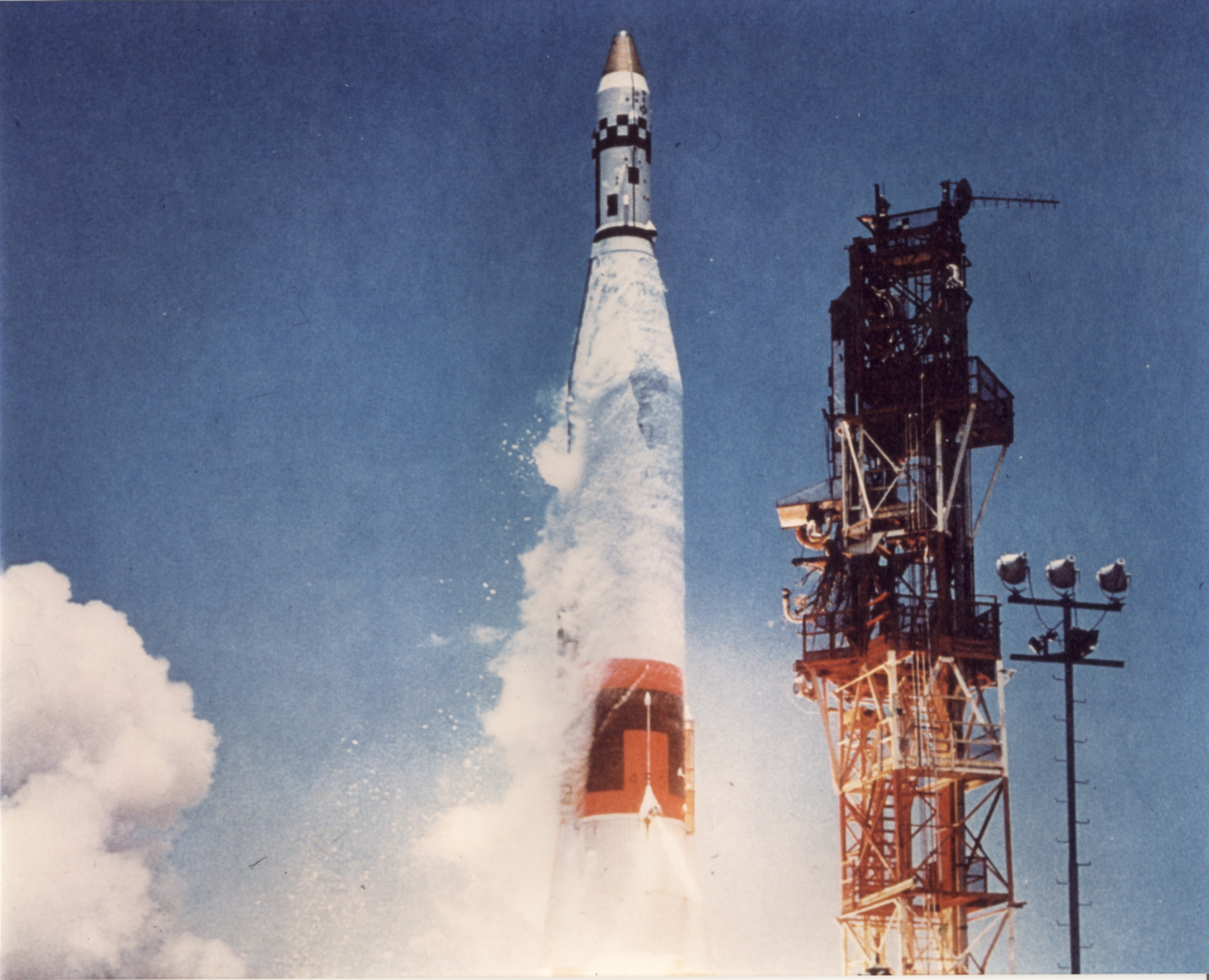
A SAMOS indítása egy Atlas–Agena hordozórakétával

Az első indítására 1961. január 31-én Atlas–Agena hordozórakétával került sor. 1962 novemberéig 11 ilyen felderítő műholdat állítottak Föld körüli pályára. 1963-1977 között a továbbfejlesztett változatából 50-et rendszeresítettek felderítési feladattal.

## Jellemzői
Feladata a Föld (Szovjetunió) megfigyelése, hadászati céltárgyak (támaszpontok, csapatmozgások, rakéta indítások) rendszeres megfigyelése és a felvételek továbbítása a Földre. Felderítő rendszere, fényképezőberendezése lehetővé tette, hogy a Földön lévő, alig néhány méteres tárgyakat érzékeljen. A felderítési adatok továbbítására két módszert alkalmaztak: a televíziós módszert (azonnali felhasználás) és a filmfelvételeket tartalmazó kazetták (részletes kiértékelés) visszajuttatását a Földre. A visszatérő kapszulát repülőgéppel fogták be. Az Agena fokozatot egybeépítették a műholddal: A,- B,- D típust alkalmaztak, hossza 6,7-9,1 méter között változott, átmérőjük közel azonos 1,5-1,6 méter, össztömege 2810-2850 kilogramm volt. Egy-egy felderítő műhold 400 kilométer magasságon keringve 100 millió négyzetkilométernyi területet volt képes áttekinteni, azaz a földfelszín 19 százalékát, 1600 kilométer magasságból pedig már 30 százalékát tartotta megfigyelés alatt. Három – négy műholddal a Föld egész felszínét egy időben megfigyelés alatt tartották. Korabeli hátrányuk volt, a rövid ideig tartó működési idő.